# サム・ヘンウッド
サム・ヘンウッド（Sam Henwood、1991年3月28日 - ）は、ニュージーランド・オポティキ出身のラグビーユニオン選手。リーグワン・日本製鉄釜石シーウェイブス所属。

## プロフィール
- ポジションはフランカー(FL)、ナンバーエイト(No.8)。
- 身長 186cm、体重 109kg
- マオリ・オールブラックスに選ばれたことがある[1]。

## 略歴
キングス大学卒業後、オークランド、CRテクニカル、カウンティーズ・マヌカウ、チーフス、ハリケーンズを経て、2019年、NECグリーンロケッツ(現・NECグリーンロケッツ東葛)に加入。
2020年1月12日に行われたジャパンラグビートップリーグ第1節の宗像サニックスブルース戦に先発出場で日本での公式戦初出場を果たす。同年、NECグリーンロケッツを退団した。同年7月、日本製鉄釜石シーウェイブスに加入。
2022年シーズン後の6月に釜石から退団の発表がされたが、同年7月に再契約した。